# Typosyllis riojai
Typosyllis riojai är en ringmaskart som först beskrevs av San Martin 1990.  Typosyllis riojai ingår i släktet Typosyllis och familjen Syllidae. Inga underarter finns listade i Catalogue of Life.